# Jerzy Grałek

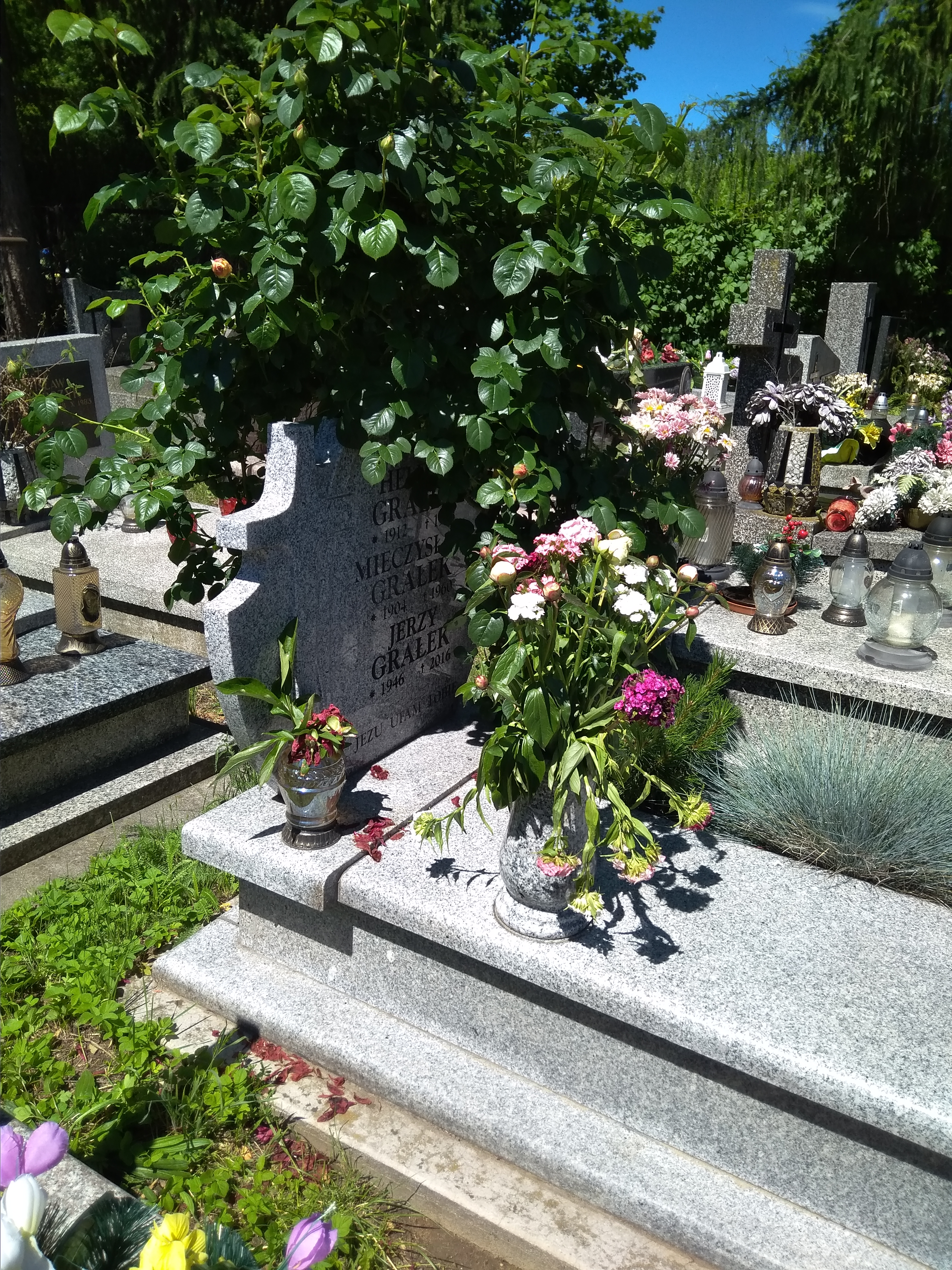
Grób Jerzego Grałka na Cmentarzu Podgórskim w Krakowie (kwatera XL, rząd 5, miejsce 18)

Jerzy Grałek (ur. 23 czerwca 1946 w Sosnowcu, zm. 15 lutego 2016 w Krakowie) – polski aktor teatralny, filmowy i telewizyjny oraz lektor.

## Życiorys
Absolwent Wydziału Aktorskiego Państwowej Wyższej Szkoły Filmowej, Telewizyjnej i Teatralnej w Łodzi (1969). Jego debiut teatralny miał miejsce 28 listopada 1969 w Sosnowcu. Zagrał wówczas główną rolę Wacława w Zemście Aleksander Fredry. Po ukończeniu studiów grywał głównie role amantów. Występował w krakowskim Teatrze im. Juliusza Słowackiego oraz gościnnie w Bagateli. Współpracował sporadycznie z Zespołem MW 2. Od roku 1986 grał w Starym Teatrze im. Heleny Modrzejewskiej w Krakowie. Ostatnim spektaklem, w którym zagrał, był szekspirowski "Król Lear" wystawiany przez Jana Klatę w Starym Teatrze w 2014 roku. Zmarł 15 lutego 2016. Jego pogrzeb odbył się 19 lutego 2016 na cmentarzu w Podgórzu.

## Kariera zawodowa
- Teatr Polski w Bydgoszczy 1969–1970 – aktor
- Teatr im. Stefana Jaracza w Olsztynie – Elbląg 1970–1972 – aktor
- Teatr im. Stefana Jaracza w Łodzi 1972–1973 – aktor
- Teatr Polski we Wrocławiu 1973–1974 – aktor
- Teatr im. Juliusza Słowackiego w Krakowie 1974–1986 – aktor
- Stary Teatr im. Heleny Modrzejewskiej w Krakowie od 1986 – aktor

## Filmografia
- 1967: Ojciec jako kolega Zenobiusza;
- 1968: Stawka większa niż życie, odc.11 "Zdrada" jako gestapowiec legitymujący w pociągu;
- 1968: Dancing w kwaterze Hitlera jako Jerzy, kolega Anki;
- 1972: Kopernik jako szlachcic zabity toporem przez Krzyżaków;
- 1972: Kopernik: Ziemia (2) (serial telewizyjny) jako szlachcic zabity toporem przez Krzyżaków;
- 1973: Ciemna rzeka jako żołnierz zatrzymujący Helę;
- 1975: Trzecia granica: W Matni (4) jako Waluś;
- 1979: Ślad na ziemi jako Franek, szef rady uczelnianej SZSP
- 1979: Operacja Himmler jako osoba biorąca udział w akcji wysadzenia szkoły w Bojanowie;
- 1982: Blisko, coraz bliżej: Trwanie i przemoc. Rok 1884 (3), Czcij ojca swego. Rok 1888 (4) jako Stanik Pasternik;
- 1984: 1944: Michał;
- 1984: Rycerze i rabusie: W walce z infamisem (1), Z diabłem sprawa (2), Miłość do Heleny (3), Skarb Mohilanki (6) jako Jerzy Dydyński);
- 1985: Ognisty anioł jako hrabia Henryk von Otterheim;
- 1985: Spowiedź dziecięcia wieku jako Dalens;
- 1987: Śledztwo -(Stanisław Lem) jako Inspektor Sheppard;
- 1987: Na srebrnym globie jako Piotr;
- 1988: Crimen jako Ałmaz Toroszewicz, zarządca majątku Błudnickiego oraz Lazo Toroszewicz, sługa Bełzeckiego (odc. 2 i 3)
- 1988: Rodzina Kanderów: Księżycowa dziewczyna. Rok 1946 (1), Barbórka. Rok 1946/47 (2), Ogień i krew. Rok 1949 (3), Nowe porządki. Rok 1953 (4), Cena awansu. Rok 1954 (5), Wyroku nie było. Rok 1956 (7), Gdzie jest mój ojciec. Rok 1962 (8), Pociąg z Frankfurtu. Rok 1966 (9), Odwiedziny. Rok 1971 (10), Kontuzja. Rok 1974 (11), Gorzkie dni. Rok 1976 (12) jako Ludwik Botor;
- 1989: Kanclerz jako Stefan Batory, książę Siedmiogrodu, król Polski;
- 1989: Triumph of the spirit jako kapo Kyr;
- 1989: Żelazną ręką jako Stefan Batory, książę Siedmiogrodu, król Polski;
- 1992: Szwadron jako starosta;
- 1994: Dama kameliowa jako książę, opiekun Małgorzaty;
- 1994: Śmierć jak kromka chleba jako Trzoda, członek Komisji Zakładowej „Solidarności”, współpracownik SB;
- 1995: Młode Wilki jako kapitan Wojtaszewski;
- 1995: L' aube à l'envers (Świt na opak);
- 1996: Gdzie jesteś Święty Mikołaju? jako Heniek Święty Mikołaj;
- 1996: Tatort: Podróż do śmierci (Reise in der Tod) jako barman;
- 1997: Darmozjad polski jako lekarz zakładowy;
- 1998: Ekstradycja 3 jako minister MSW;
- 1999: Pan Tadeusz jako Wojski;
- 1999: Palce lizać: Zmowa (6) jako klient;
- 2001: Na dobre i na złe: Bezdomna samotność (71), Przełomowa decyzja (72), Cena honoru (73) jako Ryszard Górski;
- 2001: Świat według Kiepskich: Kamienny krąg (80) w jako jubiler Wacław Cymes;
- 2002: Chopin. Pragnienie miłości jako Polit;
- 2002: Sensacje XX wieku – Kutrzeba cz. 1 i 2, jako generał dywizji Tadeusz Kutrzeba, d-ca Armii Poznań, we wrześniu 1939 roku;
- 2002–2008: Samo życie jako Bronisław „Lonio” Jankowski;
- 2003: Lichter jako inwestor Borowiak;
- 2003–2008: Na Wspólnej jako Jakub Biliński;
- 2004: Vinci jako doktor Wiaderny;
- 2004: Pensjonat pod Różą: Sponsoring (21) jako Ryszard Kożuchowski, ojciec Jerzego;
- 2005: Who killed Stalin? (ang. Kto zabił Stalina?) jako Józef Stalin;
- 2005: Egzamin z życia, odcinki: 1, 2, 3, 4, 5, 6, 7, 9, 10, 15, 16, 17, 19, 20, 21, 22, 23, 24, 25, 26, 27, 28, 29, 30, 32, 34, 35 jako Jerzy Kopczyński;
- 2005 – 2006: Fala zbrodni jako Aleksander Szablewski, ojciec Izy
- 2005: Szanse finanse: Targi (2), Farby (3), Basen (8), Etykiety (11) jako sąsiad Szymańskich;
- 2006: Kryminalni: Egzamin (58) jako leśniczy Jacek Piecha;
- 2006: Egzamin z życia, odcinki: 37, 39, 45, 53, 61, 66 jako Jerzy Kopczyński;
- 2007: Stary człowiek i pies jako Robert;
- 2007: Egzamin z życia (75) jako Jerzy Kopczyński, ojciec Konrada;
- 2009: Generał jako gubernator Macfarlane
- 2009: Generał – zamach na Gibraltarze jako gubernator Macfarlane
- 2009: Naznaczony jako grabarz, ojciec Natalii
- 2010: Hotel 52 jako Ryszard Sidorek (odc. 22)
- 2011: Głęboka woda – Konstanty, przyjaciel Krystyny
- 2012, 2015: Krew z krwi – Andrzej Rota, ojciec Carmen
- 2013: Prawo Agaty – ojciec Dębskiego

## Nagrody i wyróżnienia
- 1983 – Srebrny Krzyż Zasługi;
- 1987 – nagroda aktorska za role Nedostala w „Wiośnie narodów w cichym zakątku” Adolfa Nowaczyńskiego (reż. Tadeusz Bradecki) w Starym Teatrze w Krakowie podczas XIII Opolskich Konfrontacji Teatralnych;
- 1987 – nagroda aktorska za rolę Nedostala w „Wiośnie narodów w cichym zakątku” Adolfa Nowaczyńskiego (reż. Tadeusz Bradecki) w Starym Teatrze w Krakowie podczas XXVII Kaliskich Spotkań Teatralnych;
- 1993 – nagroda aktorska za rolę Czepca w „Weselu” Stanisława Wyspiańskiego (reż. Andrzej Wajda) w Starym Teatrze w Krakowie podczas XVIII Opolskich Konfrontacji Teatralnych.